# Сибирский огонь
Сибирский огонь — международный российский фестиваль исторической реконструкции. Проводится ежегодно в июне с 2012 года. Место проведения — деревня Большой Оёш (Колыванский район Новосибирской области).

## История

### 2012
В 2012 году был проведён первый фестиваль, в котором приняли участие 240 реконструкторов из 17 сибирских городов, на мероприятии присутствовало около 6 тысяч зрителей.

### 2013
В 2013 году «Сибирский огонь» был посвящён 300-летию Чаусского и 310-летию Умревинского острогов. Были представлены пять фестивальных площадок. Устраивались бои, турниры и другие соревнования, были организованы ярмарки, мастер-классы, выступления фольклорных музыкальных коллективов, прочитаны лекции об истории острогов и сибиряках, сыгравших значительную роль в Отечественной войне 1812 года, а также в Первой Мировой и Великой Отечественной войнах. Фестиваль посетило около 10 000 человек

### 2014
В 2014 году было реконструировано семь исторических периодов: славяно–скандинавский, высокое средневековье, покорение Сибири (XVI—XVII), эпоха Возрождения, Отечественная война 1812 года, Великая Отечественная война. Доминантой фестиваля стала реконструкция Брусиловского прорыва Первой мировой войны.

### 2015
В 2015 году фестиваль был организован в честь 70-летия Победы в Великой Отечественной войне и начался с реконструкции знаменитого Боя на Безымянной высоте. Также были устроены рыцарские бои, реконструированы сцены из жизни средневековых городов, эпоха покорения Сибири, события Отечественной войны 1812 года и Первой мировой войны. Участвовало более 500 реконструкторов из Урала, Сибири, Дальнего Востока, Белоруссии, Казахстана, Чехии, Польши и Германии. Присутствовало около 30 000 человек.

### 2016
В 2016 году были воссозданы славяно-скандинавская эпоха, Ренессанс, присоединение Сибири к России, Отечественная война 1812 года (помимо наполеоновской армии был реконструирован участвовавший в Бородинском сражении Томский пехотный (мушкетёрский) полк), периоды Первой Мировой и Великой Отечественной войн. Участвовали свыше 500 реконструкторов из Урала, Сибири, Дальнего Востока, европейской части России, Казахстана и Чехии.

### 2017
В 2017 году были представлены восемь эпох. Реконструированы различные сражения, а также быт исторических периодов. Перед гостями мероприятия предстали викинги, средневековые рыцари, гусары, покорители Сибири, солдаты Вермахта и Красной Армии. На фестивале были показаны самолёт, бронемашины, макет танка, 20 старинных автомобилей. Для зрелища были использованы как настоящие исторические костюмы и оружия, так и их реплики. В фестивале приняли участие свыше 500 реконструкторов из Сибири, Дальнего Востока, Урала, Москвы, Санкт-Петербурга, Казахстана и Белоруссии.

### 2018
В 2018 году прошёл VII фестиваль, собравший более 500 реконструкторов Урала, Сибири, Дальнего Востока, Белоруссии и Казахстана, был организован музей под открытым небом «Полевые лагеря исторических эпох». Присутствовало более 45 000 зрителей.

### 2019
В 2019 году были воссозданы эпохи Средневековья, Великой Отечественной войны, представлены реконструкция последнего наступления русской армии во время Первой мировой войны, в которой участвовали реконструкторы из Чехии и реконструкция участия войнов-сибиряков в Крымской наступательной операции 1944 года. Фестиваль посетило не менее 50 000 человек.

## Критика
В 2015 году внимание российских СМИ было обращено к скандальному инциденту, который произошёл во время очередного фестиваля — на территории мероприятия была сконструирована бутафорская виселица с подвешенным человекообразным чучелом, к груди которого была прикреплена табличка с надписью «Содомит». Организаторы фестиваля объяснили, что реконструкторы Средневековья пытались таким образом отразить контекст исторического периода, однако режиссёр, продюсер и член Общественной палаты НСО Александр Бакаев отнёсся скептически к данному заявлению
:

По внешним признакам очевидно, что это чешский лагерь 15 века. Тогда почему табличка на русском языке? К тому же нет никаких исторических свидетельств, что содомитов во времена Высокого Средневековья вешали. Их сжигали на костре, как еретиков.

## Награды
Исторический фестиваль три раза подряд побеждал в конкурсе Российского военно-исторического общества.